# Hřebíčkovec šabrejový

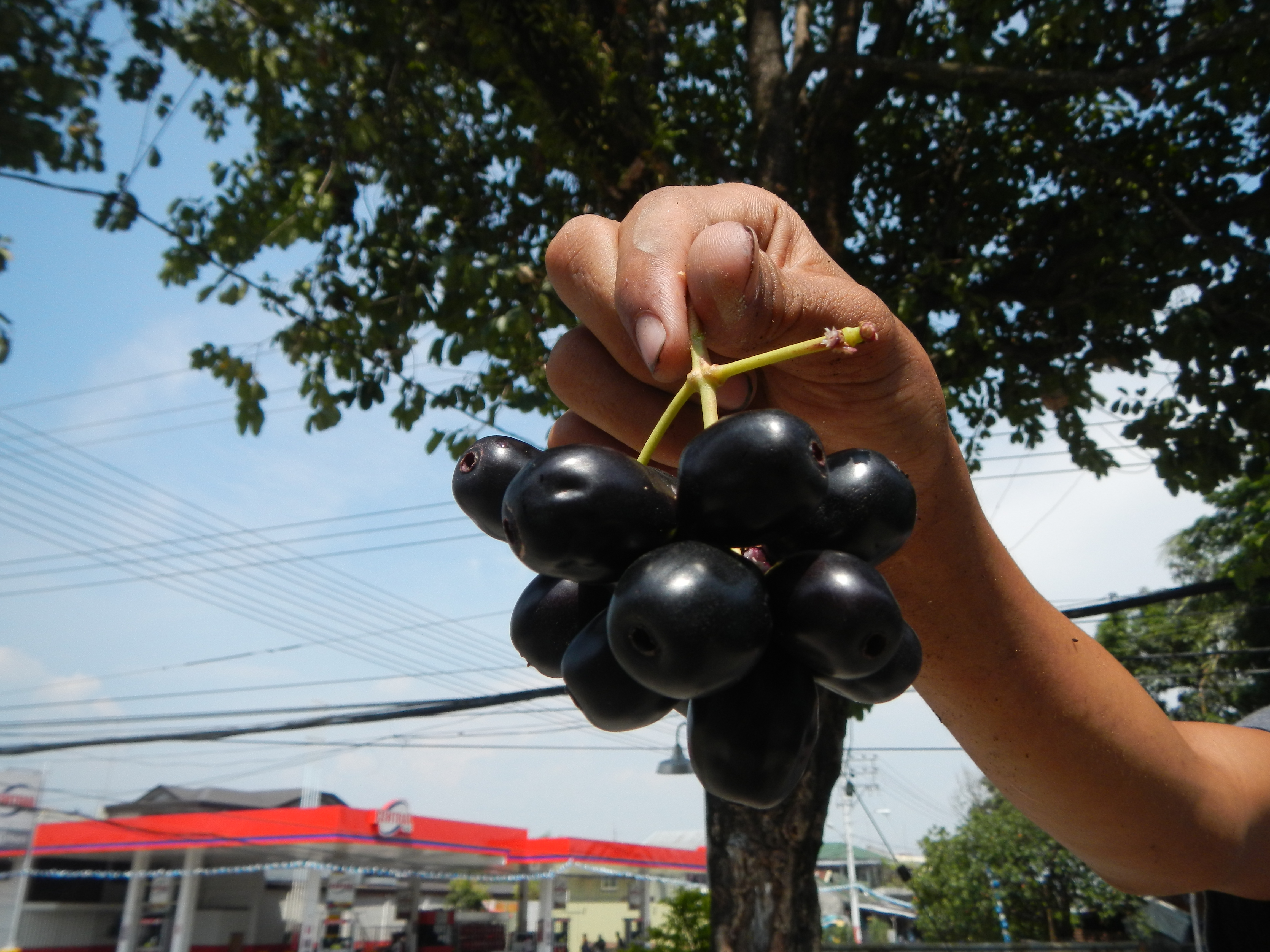
Plody

Hřebíčkovec šabrejový (Syzygium cumini) je vzrůstný a dlouhověký strom rostoucí v tropech a subtropech, který se pěstuje hlavně pro své nevelké, ale chutné a zdravé plody. Je jedním z posvátných stromů hinduismu, je zasvěcen Krišnovi a byl vysazován v blízkosti jejich chrámů, na mnohá nová území se tak dostal s šířením hinduismu.

## Výskyt
Dřevina pochází z indického subkontinentu, odkud byla rozšířena do dalších tropických oblastí. Dostala se do celé jižní i jihovýchod Asie, do Austrálie, Afriky, na mnohé pacifické i karibské ostrovy i na pevninskou Ameriku.

## Ekologie
Tato odolná rostlina volně roste převážně ve vlhkých lesích. Je variabilní a starší jedinci jsou odolní jak vůči záplavám, tak i déle trvajícímu suchu, snesou krátkodobě i pokles teploty k bodu mrazu. Vyskytuje se od mořské hladiny až po výšku 1800 m. Stromy vyrůstají poměrně rychle, plné velikosti dosáhnou již ve čtyřiceti létech. Ještě počátkem 20. století bývaly často vysazovány jako užitkové a i jako okrasné na veřejná prostranství a podél silnic. Jejich plody však postupně ztratily dřívější popularitu, místy je nikdo netrhá, opadávají, na zemí postupně kvasí a přitahují obtížný hmyz a hyzdí prostředí.

## Popis
Stálezelený, rychle rostoucí strom dosahující výšky až 30 m a dožívající se věku okolo 100 let. Jeho až 1 m tlustý kmen s drsnou a popraskanou kůrou se obvykle nízko nad zemí rozvětvuje do několika kmenů. Větve se světle šedou kůrou jsou vstřícně porostlé kožovitými listy s řapíky dlouhými až 2 cm. Jejich podlouhle eliptické čepele bývají dlouhé 5 až 20 cm a široké 3 až 8 cm, na bázi jsou klínovité a na koncích zašpičatělé. Jsou lesklé, v mládí narůžovělé a později tmavě zelené, na rubu světlejší, mají hustou zpeřenou žilnatinu a tvarově bývají velmi variabilní.
Vonné květy velké asi 2,5 cm jsou sestaveny do květenství s dlouhou stopkou, jsou to úžlabní vrcholíky nebo laty až 10 cm dlouhé. Přisedlé, oboupohlavné květy mají čtyř až pětičetný, nálevkovitý kalich z lístků žlutavé barvy a čtyři srostlé, narůžovělé nebo krémové lístky korunní. Okvětí brzy opadá a přetrvávají jen četné tyčinky, které mají bílé nitky a žluté prašníky. Spodní semeník má dva oddíly s velkým množstvím vajíček, čnělka je stejně dlouhá jako tyčinky. Květy mají hodně nektaru a jsou hojně navštěvovány a opylovány včelami.
Plody jsou podlouhlé, tmavě fialové nebo namodralé bobule, které se vytvářejí plodenstvích v počtu od několika kusů až po deset, či ojediněle až čtyřicet. Ve své domovině, v Indii, kvetou od března do května a plody dozrávají od července do září. Stromy rostoucí vedle sebe nemusí kvést ani plodit současně.
Většinou ani plody v plodenství nezrají současně, sklízí se postupně ručním protrháváním. Jsou nejčastěji podlouhlé, 2 až 4 cm velké a při zrání se jejich barva mění ze zelené přes červenou až po tmavě fialovou nebo téměř černou, existuje i forma s bílými plody. Jejich slupka je hladká, lesklá, tenká a kryje nafialovělou nebo bílou, velmi šťavnatou dužinu obklopující jedno podlouhlé, zelenohnědé semeno až 4 cm dlouhé. Některé, jen řídce se vyskytující, plody obsahují dvě až pět drobných semen těsně stlačených v kožnatém obalu, nebo jsou zcela bez semen. Všechny plody také nemívají vyrovnanou chuť, mezi sladkými se vyskytují i nechutně kyselé.
Hřebíčkovec šabrejový je podobný hřebíčkovci malajskému, od kterého se odlišuje barvou zralých plodů. Hřebíčkovec malajský je má smetanově žluté s růžovým nádechem.

## Rozmnožování
Rostliny se celkem snadno rozšiřují semeny, která roznášejí požírači plodu, ať již ptáci nebo savci. Semena brzy po dozrání ztrácejí schopnost klíčit, proto je nelze dlouho skladovat. Semenáče rostou poměrně rychle, ve dvou létech již dosahují 3 m výšky a plodit začínají mezi osmým a desátým rokem, naroubovaní jedinci plodívají již za čtyři až sedm let.
Vysetá semena vyklíčí přibližně za dva týdny. Často se mladé semenáče roubují vybranými kultivary vhodnými pro místní podmínky, úspěšným způsobem také bývá ablaktace. Mohou se také rozmnožovat polotvrdými řízky, které zakořeňují až s 30 % úspěšnosti.

## Použití

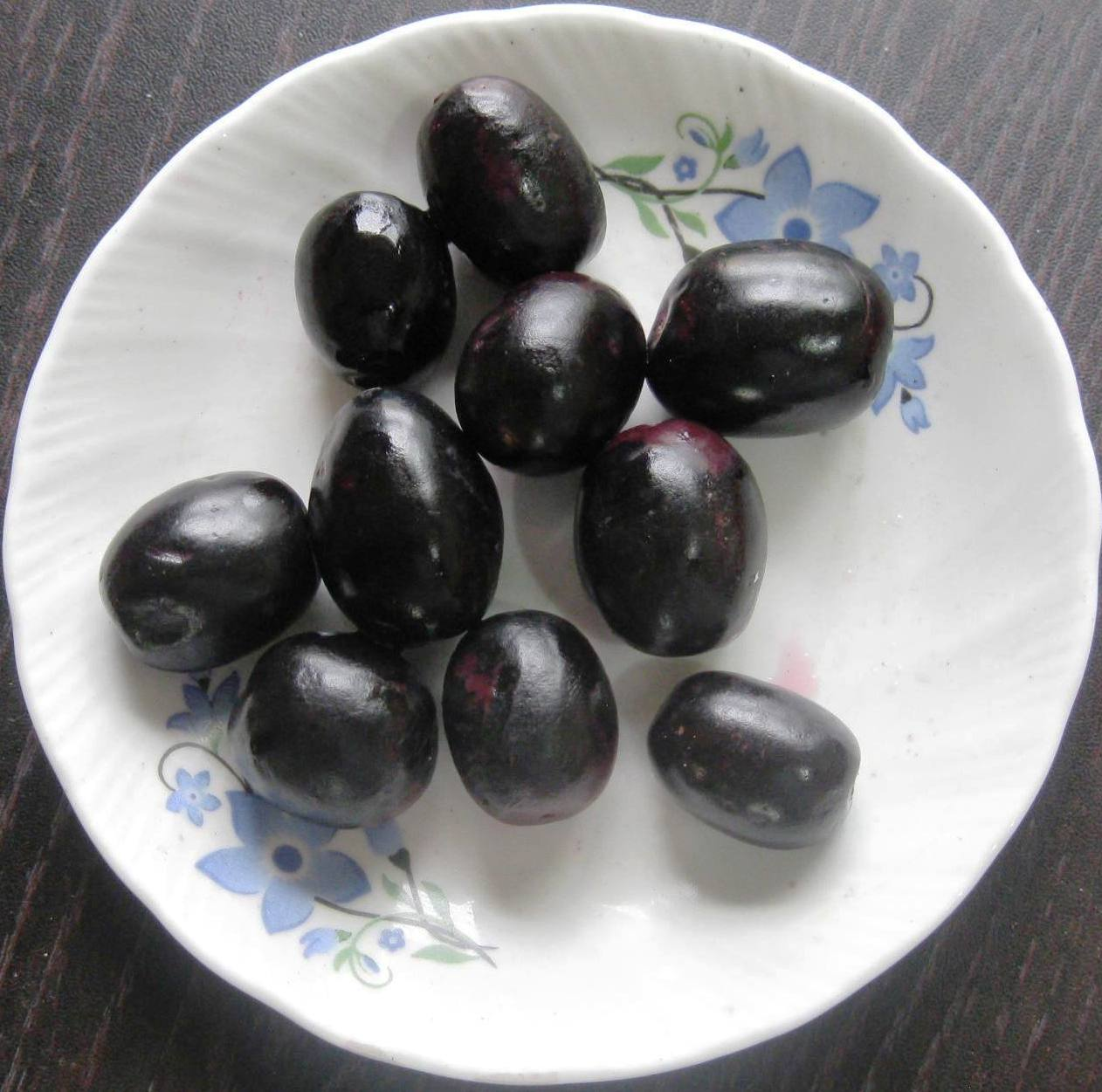
Hřebíčkovec šabrejový Plody

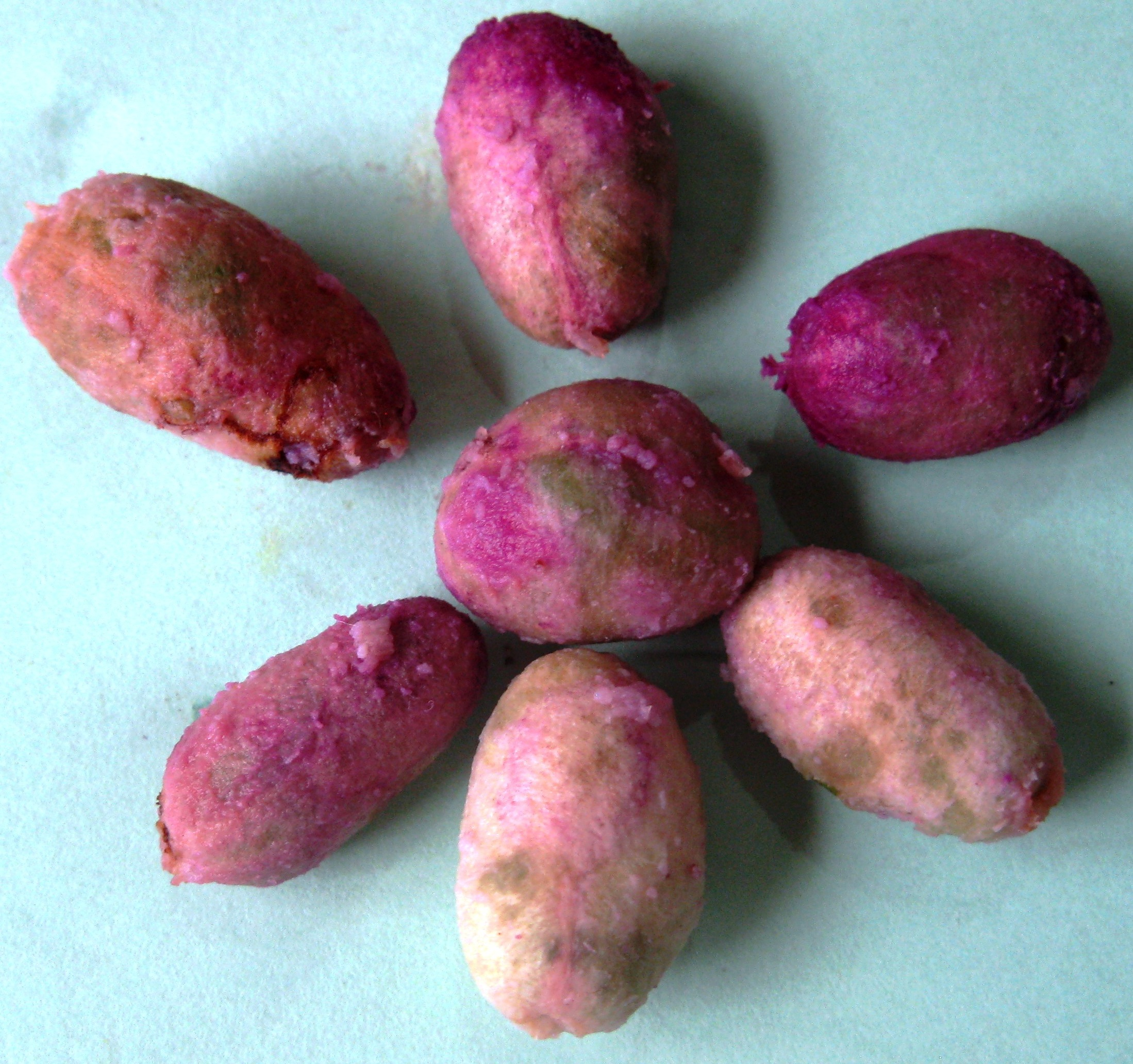
Hřebíčkovec šabrejový semena

Plody bývají sladké, mírně nakyslé a někdy trpké. Sladké se konzumují syrové nebo se z nich dělají džemy, omáčky a náplně do cukrovinek. Trpké, stahující plody se máčejí ve slané vodě nebo se na dobu asi hodiny posypou trochou solí. Z příliš svíravých plodů se uvařením (bez lisování) získává šťáva podobná chuti hroznové, z které se vyrábí barevná želé. Šťáva ze sladkých plodů (mohou se lisovat) se používá na zmrzlinu, sirupy a výrobu různých ovocných nápojů. Z plodů se vyrábí také ocet, ovocné víno i destilát.
Z listů se získává olej sloužící pro ovonění mýdel a parfémů. Tmavé kůry obsahující hodně tříslovin se používá k barvení tkanin na hnědo a činění kůží. Dřevo stromu má barvu červenou, hnědou nebo šedou, je tvrdé, trvanlivé a odolává termitům. Používá se na nosníky, krokve, sloupy, mosty, železniční pražce, nářadí i výrobu nábytku. Je dobrým palivem.
Uznání získal hřebíčkovec šabrejový v lidovém léčitelství. Plody, jejich šťávy a džemy se používají proti nadýmání, jako diuretikum, kloktadlo při bolestech v krku i jako pleťová voda při vyrážkách. Nemocní s diabetes mellitus používají drcená nebo máčená semena obsahující mj. alkaloidy jambosin, jambolin a antimellin, které se podílejí na snížené hladiny krevního cukru. V semenech obsažená kyselina ellagová účinně snižuje krevní tlak. Extrakt z listů slouží k léčbě úplavice a kožních onemocnění. Odvar z kůry je účinný při astmatu, zánětu průdušek, při dezinfekci ústní dutiny i léčbě popálenin.
Vysazuje se jako užitkový i okrasný strom, který ale své potomky, za pomoci dobře klíčících semen, rychle rozšiřuje mimo vyhrazená místa. Sází se také jako stínicí stromy pro plantáže kávovníků nebo se využívají jako odolné větrolamy.
V některých oblastech, např. na Floridě, v Jihoafrické republice a na některých tichomořských ostrovech byl hřebíčkovec šabrejový prohlášen za invazní druh a je omezeno jeho vysazování; vyjma případů, kdy je sázen pro ovoce. Je tomu proto, že se ve volné přírodě velmi rychle rozrůstá a nepříjemně tak konkuruje tamním domácím rostlinách s pomalejším růstem a slabším rozmnožovacím potenciálem.

## Galerie

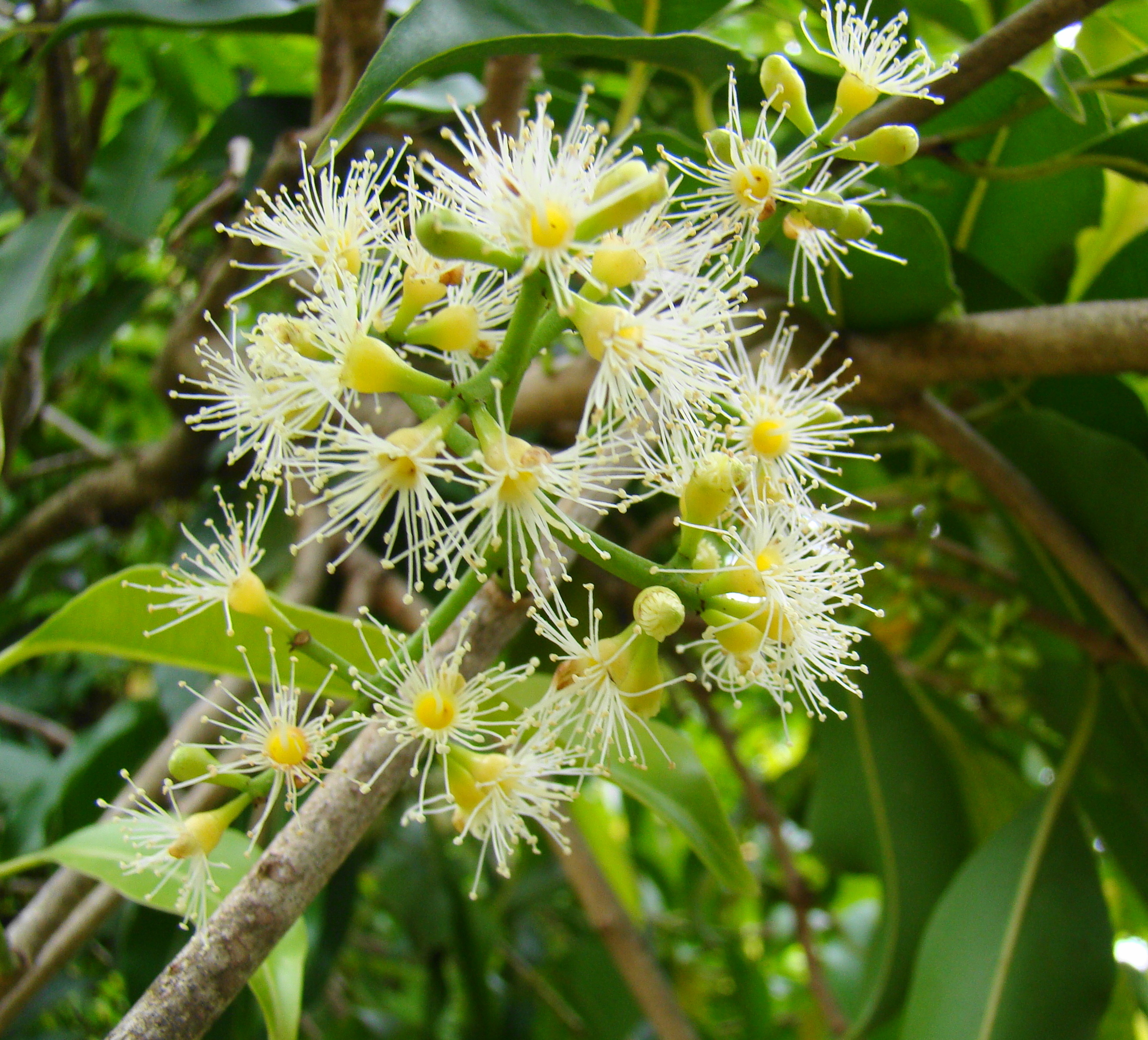
Květenství
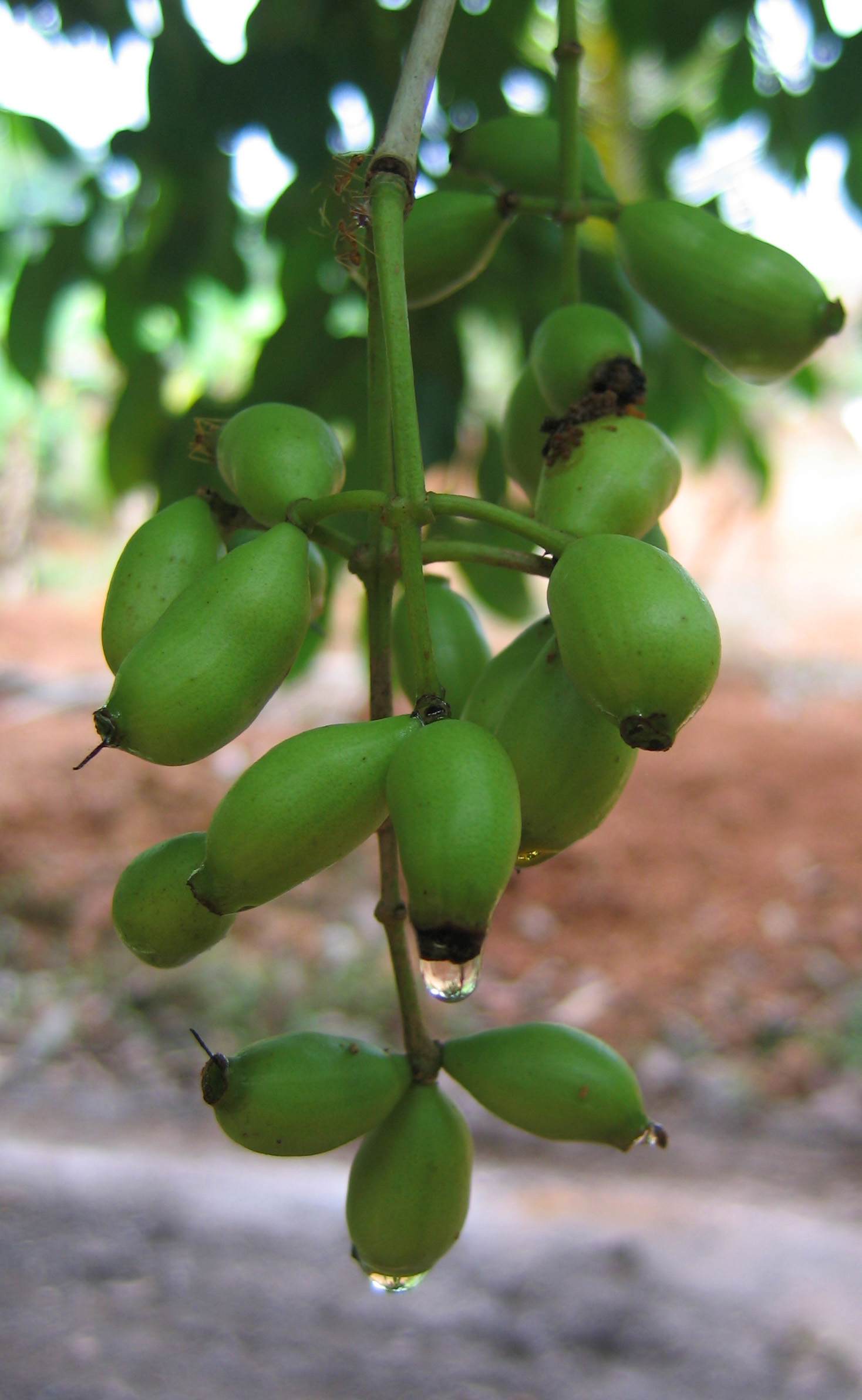
Nezralé plody
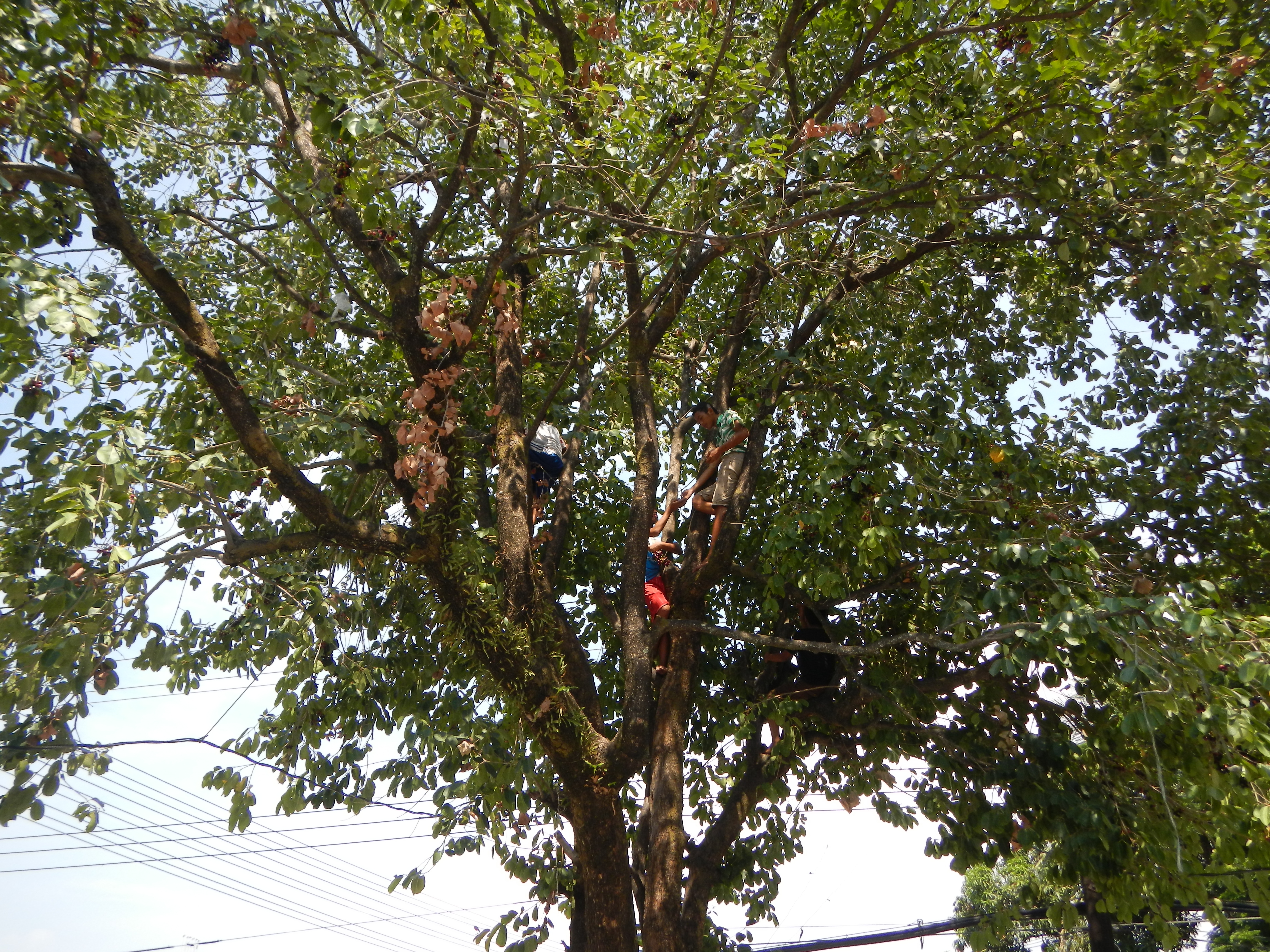
Sklizeň